# Dênio Moreira de Carvalho
Dênio Moreira de Carvalho foi um político brasileiro do estado de Minas Gerais.
Dênio Carvalho foi deputado estadual de Minas Gerais por cinco legislaturas consecutivas, da 6ª à 10ª legislatura (1967 - 1987), sendo eleito pela ARENA e pelo PDS (último mandato).